# Kang Daniel
Kang Daniel (강다니엘?, Gang DanielLR, Kang TanielMR; Busan, 10 dicembre 1996) è un cantante sudcoreano.

## Biografia
Nacque come Kang Eui-geon (강의건?, Gang Ui-geonLR, Kang ŬikŏnMR) a Busan, in Corea del Sud, Figlio unico . Decise di cambiare legalmente il suo nome a causa della famiglia e dei parenti che avevano difficoltà a pronunciare il suo nome di nascita. Più tardi, grazie al suggerimento di un suo insegnante, Daniel iniziò a ballare. Durante un'apparizione al variety Hello Counselor, rivelò di essere stato ostracizzato nelle scuole elementari a causa del suo aspetto femmineo e sviluppato passione e costruito autostima attraverso la danza . Prima di apparire in Produce 101, Daniel si allenò per due anni e un mese. Inizialmente iniziò come apprendista presso la B2M Entertainment, fino alla separazione della direzione, quindi in seguito divenne apprendista presso la MMO Entertainment. Uno dei momenti più importanti durante il suo periodo da apprendista è stata la sua apparizione in Her Secret Weapon, eseguendo Invitation di Uhm Jung-hwa, dove lavorò come ballerino di riserva per Cao Lu delle Fiestar e Sihyun delle Spica.

## Carriera

### 2017–2018:Produce 101e debutto con iWanna One
Nel 2017, Kang rappresentò la MMO Entertainment nella seconda edizione del programma Produce 101. È noto per aver vinto il programma diventando membro del gruppo Wanna One sotto la direzione della YMC Entertainment.
Il 7 agosto 2017 debuttò ufficialmente con i Wanna One, con l'EP 1×1=1 (To Be One). Durante i preparativi, venne confermata la sua partecipazione alla stagione pilota dello spettacolo di varietà, It's Dangerous Beyond The Blankets, presentato in anteprima il 27 agosto 2017. Nello stesso mese apparve sulla copertina della rivista Weekly Chosun, una delle principali riviste di notizie e attualità della Corea del Sud, con un articolo incentrato sulla sua popolarità. Dopo la conclusione della promozione del suo EP il 30 agosto 2017, venne scelto come prima celebrità maschile ad apparire sulla copertina della rivista di moda InStyle Korea nel numero di ottobre 2017, per la prima volta nei suoi 14 anni di storia. Venne inoltre inserito del cast per lo spettacolo di varietà Master Key, per il quale fu insignito del Rookie Award (Variety Category) agli SBS Entertainment Award del 2017.
Nel 2018, fu coinvolto in diverse importanti attività da solista, in particolare come modello principale per il video musicale Days Without You delle Davichi e come attore principale della seconda stagione di It's Dangerous Beyond the Blankets. In seguito conquistò o il Rookie Award (Variety Category) agli MBC Entertainment Award del 2018. Continuò a promuovere con i Wanna One fino al 31 dicembre 2018, anche se apparve con il gruppo fino ai concerti di addio ufficiali il 24-27 gennaio del 2019.

### 2019-presente: Debutto da solista
Il 31 gennaio 2019 venne comunicato che Kang dopo la fine delle sue attività con i Wanna One, si sarebbe trasferito alla LM Entertainment . Tuttavia, il 21 marzo 2019  presentò una domanda di sospensione del suo contratto esclusivo con la LM Entertainment. Il suo rappresentante legale rivelò che la LM Entertainment firmò contratti commerciali congiunti che vendevano i diritti di contratto esclusivo di Kang a terzi senza il suo consenso . Il 10 maggio 2019, il tribunale del distretto centrale di Seul si è pronunciato a favore di Kang, consentendo la sospensione del suo contratto . Successivamente, il 10 giugno 2019, Kang avrebbe stabilito per le sue attività future la propria agenzia presso la Konnect Entertainment . Un secondo processo si svolse il 26 maggio 2019 dopo che la LM Entertainment decise di presentare un ricorso per la sospensione del contratto, ma il ricorso venne respinto dal tribunale del distretto centrale di Seul l'11 luglio 2019. Lo stesso giorno della decisione del tribunale di respingere il ricorso, venne rivelato attraverso il sito web della sua agenzia che Kang avrebbe dovuto debuttare da solista il 25 luglio 2019.

## Impatto e influenza
Il cantante sudcoreano venne considerato per il riconoscimento del marchio e per il potere di marketing, avendo superato sia la "classifica del potere del marchio di modello maschile ideale" sia la "classifica del potere del marchio dei singoli membri del gruppo di ragazzi", pubblicata dal  Korean Business Research Institute. Alla fine del 2017, si classificò come secondo idolo preferito in un sondaggio condotto ogni anno da Gallup Korea.
Nel gennaio 2018, il nome di Kang venne incluso, per la Corea del Sud, nell'elenco delle persone più influenti nel campo dell'intrattenimento 2030 di Forbes. L'elenco venne scelto da sei distinti gruppi di esperti del settore che hanno conferito ai reporter di Forbes la determinazione della formazione finale. Nello stesso anno, è stato classificato come quinto idolo preferito dall'indagine annuale di Gallup Korea.
Il 3 gennaio 2019, il Guinness dei primati annunciò che Kang aveva stabilito un nuovo record per il "Minor tempo assoluto nel raggiungere un milione di follower su Instagram", in 11 ore e 36 minuti dopo l'adesione alla piattaforma di social media nel Capodanno 2019 e battendo il precedente record di 12 ore tenuto da Papa Francesco. Forbes lo ha classificato come la quarta celebrità più influente nella lista delle celebrità della Corea del 2019, rendendolo l'unico individuo tra i gruppi nella top 5.
Il 12 giugno 2019, l'agenzia di Kang ha rivelato la sua nomina ad ambasciatore promozionale per la città di Pusan. Venne selezionato attraverso un evento tenutosi nell'aprile 2019 al fine di dare l'opportunità ai cittadini di Busan di votare per un personaggio pubblico ritenuto il più adatto a promuovere l'immagine della città. La cerimonia ufficiale dell'appuntamento si è tenuta il 9 luglio 2019 allo stadio di baseball di Sajik con il sindaco di Busan Oh Keo-don che ha presentato l'onore. Inoltre, Kang è stato anche nominato per eseguire il primo tiro cerimoniale per la partita della KBO League tra Lotte Giants e NC Dinos tenutosi lo stesso giorno.

## Discografia

### Album in studio
- 2022 – The Story

### EP
- 2019 – Color on Me
- 2020 – Cyan
- 2020 – Magenta
- 2021 – Yellow
- 2022 – Joy Ride

### Singoli
- 2019 – What Are You Up To
- 2019 – Touchin'
- 2020 – 2U
- 2020 – Waves (feat. Simon Dominic and Jamie)
- 2020 – Who U Are
- 2021 – Paranoia
- 2021 – Antidote
- 2022 – Upside Down

### Con i Wanna One
- 2018 – 1¹¹=1 (Power of Destiny)

## Filmografia

### Televisione
- Produce 101 (2017)
- Master Key (2017-2018)
- It's Dangerous Beyond the Blankets (2018)
- Produce 48 (2018)
- Hello, Daniel (2020)
- Rookie Cops (너와 나의 경찰수업?, Neo-wa na-ui gyeongchalsu-eopLR) – serie TV (2022)

## Riconoscimenti
| Anno | Evento                                  | Premio                                   | Ricevente                          | Risultato       | Fonti  |
| ---- | --------------------------------------- | ---------------------------------------- | ---------------------------------- | --------------- | ------ |
| 2017 | 3rd Fashionista Awards                  | Best Fashionista (Rising Star)           | N.D.                               | Vincitore/trice | [ 41 ] |
| 2017 | 11th SBS Entertainment Awards           | Rookie Award (Variety)                   | Master Key                         | Vincitore/trice | [ 42 ] |
| 2018 | 10th MTN Broadcast Advertising Festival | Grand Prize (Audience)                   | N.D.                               | Vincitore/trice | [ 43 ] |
| 2018 | Brand of the Year Awards                | Grand Prize (Male CF Model)              | N.D.                               | Vincitore/trice | [ 44 ] |
| 2018 | Elle Style Awards                       | Best Magazine Cover Award                | N.D.                               | Vincitore/trice | [ 45 ] |
| 2018 | 18th MBC Entertainment Awards           | Rookie Award (Variety)                   | It's Dangerous Beyond the Blankets | Vincitore/trice | [ 46 ] |
| 2019 | The Fact Music Awards                   | Fan N Star Choice Award (Individual)     | N.D.                               | Vincitore/trice | [ 47 ] |
| 2019 | The Fact Music Awards                   | Fan N Star Most Votes Award (Individual) | N.D.                               | Vincitore/trice | [ 47 ] |
| 2019 | The Fact Music Awards                   | Fan N Star Hall of Fame (Individual)     | N.D.                               | Vincitore/trice | [ 47 ] |